# Palladio (Karl Jenkins)
Palladio is een compositie voor strijkorkest van Karl Jenkins, geschreven in 1995, met de titel verwijzend naar de Italiaanse Renaissance-architect Andrea Palladio (1508-1580).
Het werk in drie delen heeft de vorm van een concerto grosso.
- I   Allegretto
- II  Largo
- III Vivace